# ظهور خدا به انسان

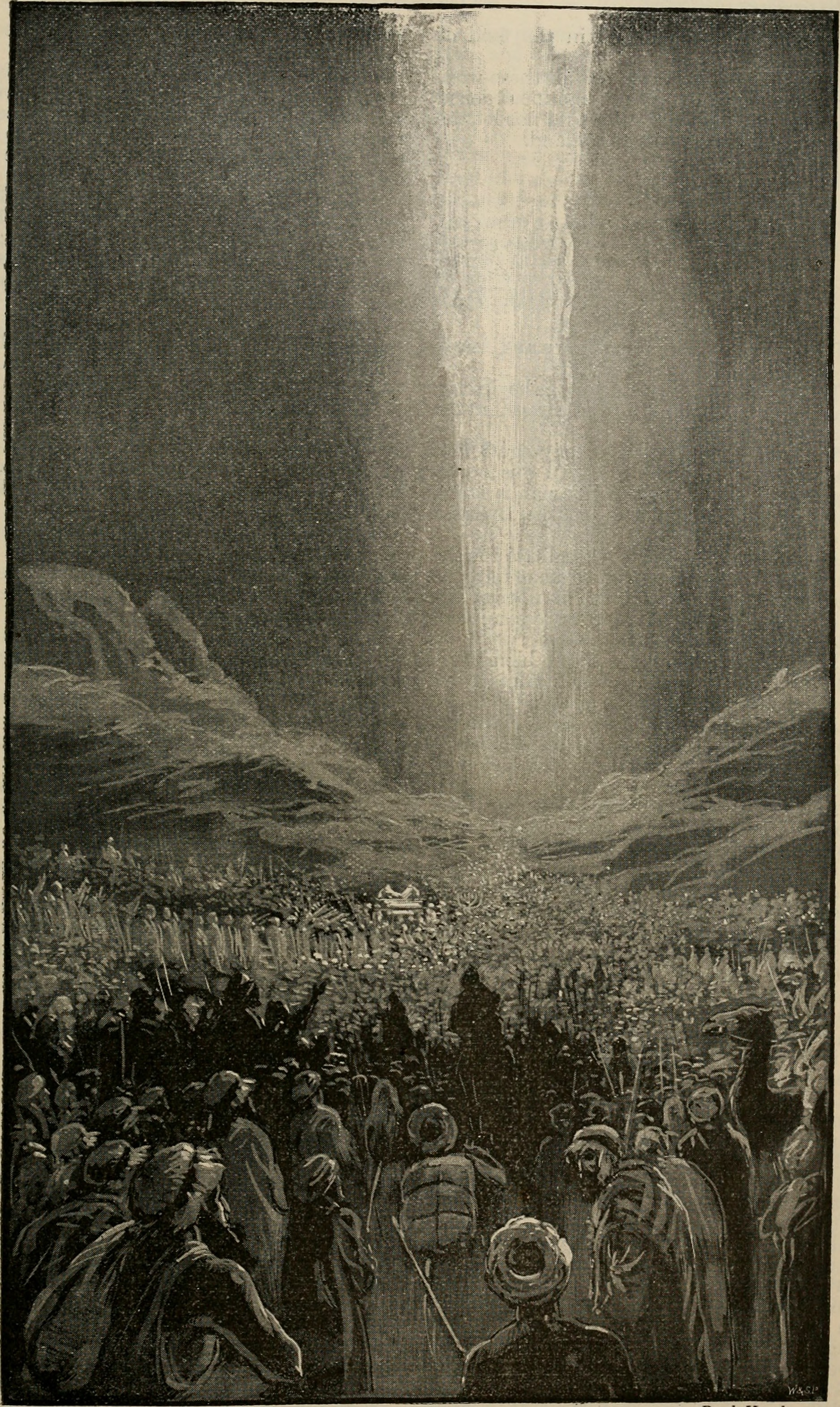
خدا به شکل ستون آتش، زمان خروج از مصر به سمت اردن همراه تابوت عهد سحرای سینا

در باور برخی ادیان خداباور، خدا در گذشته خود را به برخی افراد بشر نمایان ساخته که به این امر ظهور خدا به انسان یا تجلی خدا به انسان یا خدانمود (یونانی باستان: θεοφάνεια، آوانگلری: theopháneia، ت.ت. 'ظاهر یک خدا') گفته می‌شود.
قدیمی‌ترین متنی که در آن از خدانمود سخن رفته حماسه گیلگامش است. در سنت کلاسیک غربی ایلیاد نخستین متنی است که در آن خدانمود ذکر شده است. در عهد عتیق، خدا بر آدم، ابراهیم، یعقوب، موسی، یوشع، ایلیا، و دانیال نمایان می‌شود.
در کلیسای کاتولیک، کلیسای ارتودکس، و برخی کلیساهای لوتری جشن خدانمون در روز ششم ژانویه برگزار می‌شود.